# Grant Lee Buffalo
Grant Lee Buffalo byla rocková hudební skupina z Los Angeles, Kalifornie, kterou tvořili Grant-Lee Phillips (zpěv a kytara), Paul Kimble (baskytara) a Joey Peters (bicí). Všichni tři byli předtím členy jiné losangeleské skupiny, Shiva Burlesque.

## Kariéra
Skupina vydala čtyři alba: Fuzzy (1993), Mighty Joe Moon (1994), Copperopolis (1996) and Jubilee (1998) (poslední album bylo bez Kimblea, který opustil skupinu rok předtím). V USA byl populární jejich singl z roku 1998 „Truly, Truly“, který byl často hrán na různých radiostanicích.
Po vydání alba Jubilee se skupina rozpadla. Phillips pokračoval v sólové hudební kariéře. V roce 2001 bylo vydáno výběrové album Storm Hymnal, na kterém byly singly, písně z jiných alb a rarity.
Zvuk skupiny Grant Lee Buffalo připomínal Neil Younga a starodávnou country music a v textech byla často probírána politická a sociální témata. Například píseň „Lone Star Song“ z alba Mighty Joe Moon odkazuje na incident ve Waco a „Crackdown“ z Copperopolis pojednává o nešťastné vraždě japonského studenta v USA Yoshihiro Hattoriho, nebo o bombovém atentátu v Oklahomě. Grant Lee Buffalo jezdili po turné s významnými skupinami první poloviny 90. let, jako byli R.E.M., Pearl Jam a Smashing Pumpkins.
V dubnu 2011 hrála skupina v Oslo, Norsko.

## Diskografie

### Alba
- Fuzzy (1993) UK #74
- Mighty Joe Moon (1994) U.S. Heatseekers #16, UK #24
- Copperopolis (1996) U.S. Heatseekers #16, UK #34
- Jubilee (1998) U.S. Heatseekers #18
- Storm Hymnal: Gems from the Vault of Grant Lee Buffalo (2001)[1]

### Singly
| Rok  | Titul          | Umístění v žebříčku | Album           |
| Rok  | Titul          | U.S. Modern Rock    | Album           |
| ---- | -------------- | ------------------- | --------------- |
| 1994 | „Mockingbirds“ | #36                 | Mighty Joe Moon |
| 1998 | „Truly, Truly“ | #11                 | Jubilee         |